# Les Créatures de l'Ouest
Pour plus de détails, voir Fiche technique et Distribution.
Les Créatures de l'Ouest (The Burrowers), est un film western d'horreur américain écrit et réalisé par J.T. Petty. Le film a été d'abord prévu comme une télésuite en sept épisodes fin 2007, avant d'être présenté en ouverture du festival international du film de Toronto le 9 septembre 2008 puis en France au 16e festival du film fantastique de Gérardmer le 28 janvier 2009.
Privé de sortie en salles, faute de mauvaises critiques lors de l'avant-première, le film sort alors directement en DVD le 21 avril 2009 aux États-Unis.

## Synopsis
En 1879, dans une région déserte et dénudée des Badlands, des fermiers et des militaires s'associent et partent à la recherche d'une famille disparue. Suspectant en premier lieu les indiens d'avoir enlevé cette famille, ils vont découvrir quelque chose de terrifiant qui n'est pas du tout humain...

## Commentaires
Le réalisateur de Mimic : Sentinel, J.T. Petty, a tenté un projet aussi difficile qu'ambitieux en mettant en scène une histoire fantastique dont l'atmosphère est à mi-chemin entre L'Assassinat de Jesse James par le lâche Robert Ford et Tremors, en passant par la série télévisée Lonesome Dove (en).

## Fiche technique
- Titre original : The Burrowers
- Réalisation : J.T. Petty
- Scénario et dialogues : J.T. Petty
- Décors : Gabrielle Petrissans
- Costume : Deborah Everton
- Photographie : Phil Parmet
- Montage : Andy Grieve, Robb Sullivan
- Musique : Joseph LoDuca
- Production : William Sherak, Jason Shuman
- Société de production : Blue Star Pictures
- Distribution : Lions Gate Entertainment[3]
- Budget : 7 000 000 USD
- Pays de production :  États-Unis
- Langue : Anglais
- Format : Couleur - 2.35 : 1
- Genre : western, horreur
- Durée : 96 min
- Date de sortie : 2008
- Public : Interdit aux moins de 12 ans.

## Distribution
- Clancy Brown (VF : José Luccioni) : John Clay
- William Mapother (VF : Jérôme Pauwels) : Parcher
- Laura Leighton : Gertrude
- Sean Patrick Thomas (VF : Jean-Paul Pitolin) : Callaghan
- Doug Hutchison (VF : Jean-Pierre Michaël) : Henry Victor
- Alexander Skarsgård : l'inconnu
- Karl Geary (VF : Philippe Valmont) : Coffey
- Galen Hutchison : Dobie
- Jocelin Donahue : Mary Anne
- Tatanka Means (en) : Tall Ute
- Christopher Hagen : Stewart